# Цифу Гуожън
Цифу Гуожън (на китайски: 乞伏國仁; на пинин: Qǐfú Guórén) е първият уан (цар) на Западна Цин, управлявал през 385 – 388 година.

## Биография
Той е син на Цифу Съфан, водач на група сиенбей в югоизточната част на днешната провинция Гансу, който през 371 година признава властта на империята Ранна Цин. През 376 година Цифу Гуожън наследява баща си и служи в армията на Фу Дзиен. След поражението на Ранна Цин в битката при река Фей през 383 година много от подвластните ѝ народи се отцепват и Цифу Гуожън също създава самостоятелна държава.
След смъртта на Фу Дзиен през 385 година Цифу Гуожън официално се обявява за самостоятелен владетел и установява столицата си в района на днешния Ланджоу, поставяйки началото на държавата Западна Цин. През 387 година той се признава за васал на Ранна Цин, но на практика продължава да управлява самостоятелно.
Цифу Гуожън умира през лятото на 388 година и е наследен от брат си Цифу Гангуей.